# Dallas City (Illinois)
Pour les articles homonymes, voir Dallas (homonymie).
Dallas City est une ville des comtés de Hancock et Henderson, dans l'Illinois, aux États-Unis. Fondée en 1848 et baptisée en référence à George Mifflin Dallas, elle est incorporée le 9 mai 1905. Lors du recensement de 2010, la ville comptait une population de 945 habitants.